# Bahnstrecke Empel-Rees–Münster
| |                                                       |                                              |                                              |
| Streckennummer (DB): | 2265                                                  |                                              |                                              |
| Kursbuchstrecke (DB): | 408 286 (Coesfeld–Isselburg-Anholt)                   |                                              |                                              |
| Kursbuchstrecke: | 195c (1934) 224b (1946)                               |                                              |                                              |
| Streckenlänge: | 110 km                                                |                                              |                                              |
| Spurweite: | 1435 mm (Normalspur)                                  |                                              |                                              |
| Streckenklasse: | D4                                                    |                                              |                                              |
| Stromsystem: | Teilabschnitt in Bocholt und Münster: 15 kV 16,7 Hz ~ |                                              |                                              |
| Streckengeschwindigkeit: | 100 km/h                                              |                                              |                                              |
| |                                                       |                                              |                                              |
| \| \| \| von Emmerich/Arnhem \| \| \| \| 0,0 \| Empel-Rees \| Empel-Rees \| \| \| \| nach Wesel \| \| \| \| \| Issel \| \| \| \| 3,8 \| Vehlingen \| Vehlingen \| \| \| 6,2 \| Isselburg-Anholt \| Isselburg-Anholt \| \| \| 10,1 \| Anst Werth \| Anst Werth \| \| \| \| \| \| \| \| 14,0 \| Anst Mussum (Museumsverkehr und privater GV) \| Anst Mussum (Museumsverkehr und privater GV) \| \| \| \| \| \| \| \| 16,8 \| Anst Flender West \| Anst Flender West \| \| \| \| von Wesel \| \| \| \| 17,633 \| Bocholt Streckenwechsel 2263/2265 \| Bocholt Streckenwechsel 2263/2265 \| \| \| 17,91 \| Bocholt Süd \| Bocholt Süd \| \| \| 18,7 \| Bocholt \| Bocholt \| \| \| \| ehem. nach Winterswijk (NL) \| \| \| \| 22,6 \| Tenking \| Tenking \| \| \| 25,1 \| Rhede (Kr Borken) \| Rhede (Kr Borken) \| \| \| 30,9 \| Anst Rhedebrügge \| Anst Rhedebrügge \| \| \| \| ehem. von Winterswijk (NL) \| \| \| \| \| ehem. von Ahaus \| \| \| \| 37,4 \| Borken (Westf) \| Borken (Westf) \| \| \| \| nach Dorsten \| \| \| \| 40,0 \| Anst Borken Landwehr \| Anst Borken Landwehr \| \| \| 44,3 \| Ramsdorf \| Ramsdorf \| \| \| 48,9 \| Velen \| Velen \| \| \| 55,1 \| Gescher \| Gescher \| \| \| 59,7 \| Klye \| Klye \| \| \| ← \| \| \| \| \| \| von Dorsten \| \| \| \| \| von Dortmund \| \| \| \| 69,0 58,5 \| Coesfeld (Westf) \| Coesfeld (Westf) \| \| \| \| nach Gronau \| \| \| \| 59,9 \| Coesfeld Schulzentrum \| Coesfeld Schulzentrum \| \| \| 75,1 64,6 \| Lutum Streckenwechsel 2273/2265 \| Lutum Streckenwechsel 2273/2265 \| \| \| 75,9 65,4 \| Lutum (zeitweise Hp) \| Lutum (zeitweise Hp) \| \| \| → 00,0 \| ehem. nach Rheine \| ehem. nach Rheine \| \| \| 81,7 \| Billerbeck \| Billerbeck \| \| \| 87,2 \| Anst Bombeck \| Anst Bombeck \| \| \| 91,0 \| Havixbeck \| Havixbeck \| \| \| 94,8 \| Tilbeck \| Tilbeck \| \| \| 99,5 \| Roxel (ehem. Anst) \| Roxel (ehem. Anst) \| \| \| 99,8 \| Münster-Roxel \| Münster-Roxel \| \| \| \| von Wanne-Eickel \| \| \| \| 103,8 \| Münster-Mecklenbeck \| Münster-Mecklenbeck \| \| \| \| Güterumgehungsbahn Münster \| \| \| \| \| von Lünen \| \| \| \| 107,5 \| Geist \| Geist \| \| \| 107,6 \| Anst MS-Brückenmeisterei \| Anst MS-Brückenmeisterei \| \| \| \| von Hamm \| \| \| \| \| von Lippstadt \| \| \| \| 110,4 \| Münster (Westf) Hbf \| Münster (Westf) Hbf \| \| \| \| nach Rheda-Wiedenbrück \| \| \| \| \| nach Rheine \| \| \| \| \| nach Hamburg \| \| \| \| \| \| \| \| Quellen: [1][2] \| \| \| \| |                                                       |                                              |                                              |
| |                                                       | von Emmerich/Arnhem                          |                                              |
| Bahnhof | 0,0                                                   | Empel-Rees                                   | Empel-Rees                                   |
| Abzweig ehemals geradeaus und nach rechts |                                                       | nach Wesel                                   | nach Wesel                                   |
| Brücke über Wasserlauf (Strecke außer Betrieb) |                                                       | Issel                                        | Issel                                        |
| Bahnhof (Strecke außer Betrieb) | 3,8                                                   | Vehlingen                                    | Vehlingen                                    |
| Bahnhof (Strecke außer Betrieb) | 6,2                                                   | Isselburg-Anholt                             | Isselburg-Anholt                             |
| Blockstelle (Strecke außer Betrieb) | 10,1                                                  | Anst Werth                                   | Anst Werth                                   |
| |                                                       |                                              |                                              |
| Betriebsstelle Strecke bis hier außer Betrieb | 14,0                                                  | Anst Mussum (Museumsverkehr und privater GV) | Anst Mussum (Museumsverkehr und privater GV) |
| |                                                       |                                              |                                              |
| ehemalige Blockstelle | 16,8                                                  | Anst Flender West                            | Anst Flender West                            |
| Abzweig geradeaus und von rechts |                                                       | von Wesel                                    | von Wesel                                    |
| Kilometer-Wechsel | 17,633                                                | Bocholt Streckenwechsel 2263/2265            | Bocholt Streckenwechsel 2263/2265            |
| ehemaliger Haltepunkt / Haltestelle | 17,91                                                 | Bocholt Süd                                  | Bocholt Süd                                  |
| Kopfbahnhof Strecke ab hier außer Betrieb | 18,7                                                  | Bocholt                                      | Bocholt                                      |
| Abzweig geradeaus und nach links (Strecke außer Betrieb) |                                                       | ehem. nach Winterswijk (NL)                  | ehem. nach Winterswijk (NL)                  |
| Haltepunkt / Haltestelle (Strecke außer Betrieb) | 22,6                                                  | Tenking                                      | Tenking                                      |
| Bahnhof (Strecke außer Betrieb) | 25,1                                                  | Rhede (Kr Borken)                            | Rhede (Kr Borken)                            |
| Blockstelle (Strecke außer Betrieb) | 30,9                                                  | Anst Rhedebrügge                             | Anst Rhedebrügge                             |
| Abzweig geradeaus und von links (Strecke außer Betrieb) |                                                       | ehem. von Winterswijk (NL)                   | ehem. von Winterswijk (NL)                   |
| Abzweig geradeaus und von links (Strecke außer Betrieb) |                                                       | ehem. von Ahaus                              | ehem. von Ahaus                              |
| Kopfbahnhof Strecke bis hier außer Betrieb | 37,4                                                  | Borken (Westf)                               | Borken (Westf)                               |
| Abzweig ehemals geradeaus und nach rechts |                                                       | nach Dorsten                                 | nach Dorsten                                 |
| Blockstelle (Strecke außer Betrieb) | 40,0                                                  | Anst Borken Landwehr                         | Anst Borken Landwehr                         |
| Bahnhof (Strecke außer Betrieb) | 44,3                                                  | Ramsdorf                                     | Ramsdorf                                     |
| Bahnhof (Strecke außer Betrieb) | 48,9                                                  | Velen                                        | Velen                                        |
| Bahnhof (Strecke außer Betrieb) | 55,1                                                  | Gescher                                      | Gescher                                      |
| Haltepunkt / Haltestelle (Strecke außer Betrieb) | 59,7                                                  | Klye                                         | Klye                                         |
| Verschwenkung von links (Strecke außer Betrieb) | ←                                                     |                                              |                                              |
| Kreuzung geradeaus oben (Strecke geradeaus außer Betrieb) · Strecke von rechts |                                                       | von Dorsten                                  | von Dorsten                                  |
| Abzweig ehemals geradeaus und von rechts · Strecke |                                                       | von Dortmund                                 | von Dortmund                                 |
| Bahnhof · Bahnhof | 69,0 58,5                                             | Coesfeld (Westf)                             | Coesfeld (Westf)                             |
| Abzweig ehemals geradeaus und nach links · Kreuzung |                                                       | nach Gronau                                  | nach Gronau                                  |
| Strecke (außer Betrieb) · Haltepunkt / Haltestelle | 59,9                                                  | Coesfeld Schulzentrum                        | Coesfeld Schulzentrum                        |
| Abzweig ehemals geradeaus und von links · Abzweig ehemals geradeaus und nach rechts | 75,1 64,6                                             | Lutum Streckenwechsel 2273/2265              | Lutum Streckenwechsel 2273/2265              |
| Bahnhof · Bahnhof (Strecke außer Betrieb) | 75,9 65,4                                             | Lutum (zeitweise Hp)                         | Lutum (zeitweise Hp)                         |
| Verschwenkung von rechts · Strecke nach links und von halbrechts | → 00,0                                                | ehem. nach Rheine                            | ehem. nach Rheine                            |
| Bahnhof | 81,7                                                  | Billerbeck                                   | Billerbeck                                   |
| ehemalige Blockstelle | 87,2                                                  | Anst Bombeck                                 | Anst Bombeck                                 |
| Bahnhof | 91,0                                                  | Havixbeck                                    | Havixbeck                                    |
| ehemaliger Bahnhof | 94,8                                                  | Tilbeck                                      | Tilbeck                                      |
| ehemaliger Haltepunkt / Haltestelle | 99,5                                                  | Roxel (ehem. Anst)                           | Roxel (ehem. Anst)                           |
| Haltepunkt / Haltestelle | 99,8                                                  | Münster-Roxel                                | Münster-Roxel                                |
| Abzweig geradeaus und von rechts |                                                       | von Wanne-Eickel                             | von Wanne-Eickel                             |
| Bahnhof | 103,8                                                 | Münster-Mecklenbeck                          | Münster-Mecklenbeck                          |
| Abzweig geradeaus und nach rechts |                                                       | Güterumgehungsbahn Münster                   | Güterumgehungsbahn Münster                   |
| Abzweig geradeaus und von rechts |                                                       | von Lünen                                    | von Lünen                                    |
| ehemaliger Haltepunkt / Haltestelle | 107,5                                                 | Geist                                        | Geist                                        |
| ehemalige Blockstelle | 107,6                                                 | Anst MS-Brückenmeisterei                     | Anst MS-Brückenmeisterei                     |
| Abzweig geradeaus und von rechts |                                                       | von Hamm                                     | von Hamm                                     |
| Abzweig geradeaus und von rechts |                                                       | von Lippstadt                                | von Lippstadt                                |
| Bahnhof | 110,4                                                 | Münster (Westf) Hbf                          | Münster (Westf) Hbf                          |
| Abzweig geradeaus und nach rechts |                                                       | nach Rheda-Wiedenbrück                       | nach Rheda-Wiedenbrück                       |
| Abzweig geradeaus und nach links |                                                       | nach Rheine                                  | nach Rheine                                  |
| |                                                       | nach Hamburg                                 |                                              |
| |                                                       |                                              |                                              |
| Quellen: |                                                       |                                              |                                              |

Die Bahnstrecke Empel-Rees–Münster ist eine Eisenbahnstrecke, die ursprünglich von Empel-Rees an der Hollandstrecke über Bocholt, Borken und Coesfeld nach Münster führte, wobei heute nur noch der östliche Abschnitt zwischen Coesfeld und Münster als Baumbergebahn in Betrieb ist. Diesen Namen hat sie vom Hügelland der Baumberge erhalten, das sie in ihrem Verlauf durchquert.

## Geschichte
Die Strecke wurde von den Preußischen Staatseisenbahnen 1908 im Zuge der Ost-West-Erschließung des Münsterlands erbaut und begann ursprünglich in Empel (nördlich von Rees) an der Eisenbahnverbindung Oberhausen–Arnhem. Die gesamte Strecke hatte kaum einen bedeutenden Durchgangsverkehr und diente in erster Linie den lokalen Verkehrsbedürfnissen. Im Bereich der Baumberge war dies neben dem Personenverkehr der Abtransport von fertig bearbeiteten Werkstücken aus dem dort vorhandenen Baumberger Sandstein.

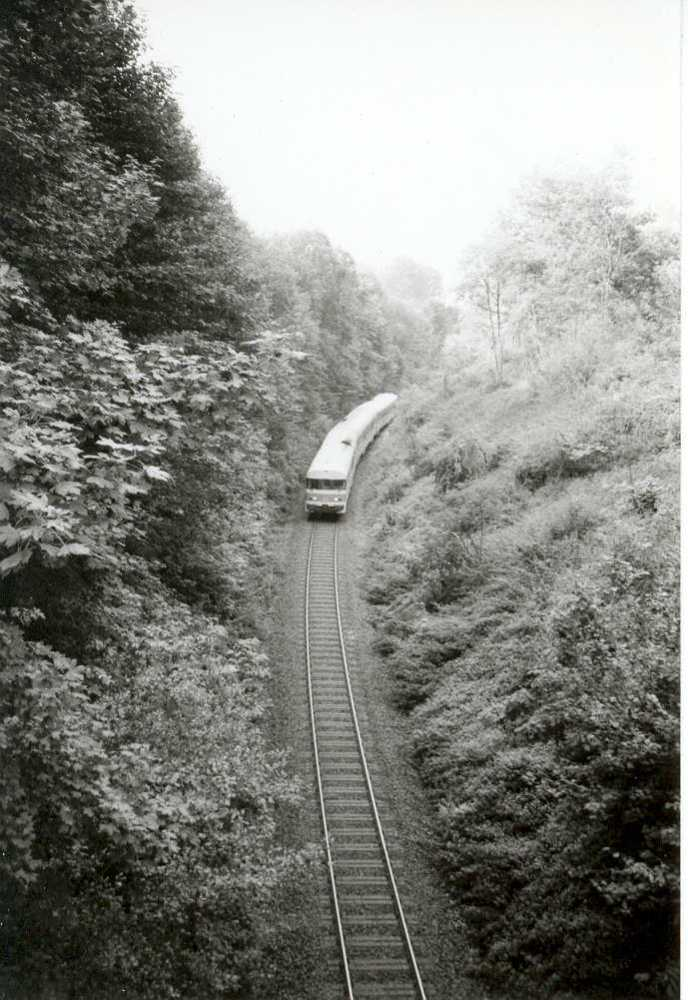
Die Baumbergebahn von einer Straßenbrücke bei Billerbeck aus gesehen

Der Verkehr zwischen Empel-Rees und Isselburg-Anholt wurde am 30. September 1961 eingestellt und die Strecke 1962 stillgelegt. Der Personenverkehr zwischen Coesfeld und Isselburg-Anholt endete am 26. Mai 1974. Der Güterverkehr wurde schrittweise eingestellt. Ab 22. Mai 1982 gab es zwischen Ramsdorf und Rhedebrügge keinen Güterverkehr mehr. Am 1. Juni 1984 endete er auch zwischen Gescher und Ramsdorf, am 31. Dezember 1984 zwischen Coesfeld und Gescher. Am 3. Juni 1984 wurde der Abschnitt zwischen Bocholt und Isselburg-Anholt stillgelegt. Der Abschnitt Bocholt–Mussum jedoch wurde an die Stadt Bocholt verkauft, die dort den Güterverkehr übernahm und auf der heute noch Museumsbahnverkehr stattfindet. Zwischen Bocholt und Rhedebrügge endete der Güterverkehr am 1. Juni 1991.
Im Raum Gescher wurde die Strecke nach der Einstellung des regulären Zugverkehrs noch für den Bau der Bundesautobahn 31 benötigt. Schwere Güterzüge brachten Mitte der 1980er Jahre Abraum aus dem nahen Ruhrbergbau zum Auffüllen der Dammbauten an der Autobahnbaustelle. Nach Beendigung dieser Arbeiten wurde der betroffene Streckenabschnitt dann endgültig stillgelegt und zum Teil abgebaut.
Zwischen Lutum und Coesfeld wurde der Verkehr nach der Stilllegung der Strecke Rheine–Coesfeld wegen des besseren Erhaltungszustands auf diese dort parallel verlaufende Strecke verlegt und das ursprüngliche Gleis der Baumbergebahn abgebaut.
Im Zuge des Ausbaus der Strecke wurde am 10. Juni 2011 der Haltepunkt Coesfeld Schulzentrum eröffnet. Ursprünglich war dies schon zum Fahrplanwechsel im Dezember 2010 geplant. Seit dem 12. Juni 2011 wird der neue Haltepunkt von Zügen planmäßig angefahren.
Nachdem im Mai 2009 die Finanzierung des im Jahre 2008 beschlossenen Ausbauplans sichergestellt wurde, ist zum Fahrplan 2012 in diesem Rahmen die Streckengeschwindigkeit abschnittweise auf bis zu 100 km/h erhöht worden. Gleichzeitig können nach dem Umbau des dortigen Haltepunktes seit dem 21. November 2010 in Lutum wieder Zugkreuzungen stattfinden. Diese Maßnahmen ermöglichen in den Hauptverkehrszeiten einen erweiterten Halbstundentakt.
Mit dem Fahrplanwechsel am 14. Dezember 2014 wurde außerdem der Haltepunkt Roxel reaktiviert, der zunächst im Stundentakt bedient wurde. Die zunächst für denselben Termin geplante Wiederinbetriebnahme des Bahnhofs in Mecklenbeck für den Personenverkehr musste verschoben werden. Grund war, dass, im Gegensatz zu früher, heute Zugkreuzungen in Mecklenbeck stattfinden sollen, was eine neue Signalisierung und somit ein neues Stellwerk erforderte, da es für das bestehende keine Umbauteile mehr gab.
Nach Sicherung der Finanzierung wurde das Stellwerk gleichzeitig mit einem Überführungsbauwerk ab Februar 2018 errichtet und der Schienenverkehr für ein halbes Jahr zwischen Münster Hbf und Roxel durch Busse ersetzt. Das neue elektronische Stellwerk sowie der Bahnsteig konnten planmäßig in Betrieb genommen werden, sodass seit 9. Dezember 2018 alle Züge der Baumbergebahn in Mecklenbeck halten und auch der Haltepunkt Roxel nun von allen Zügen der Linie bedient wird.
Für den stillgelegten, rückgebauten und teilweise entwidmeten Streckenabschnitt Bocholt – Coesfeld wurde darüber hinaus 2012 ein signifikantes Potenzial für Schienenpersonenverkehr nachgewiesen (siehe Abschnitt „Zukunft“).

## Streckenverlauf
Die Baumbergebahn ist kurvenreich trassiert und durchquert in Einschnitten und auf Dämmen die reizvolle Landschaft der Baumberge.
Die Strecke erreicht in Billerbeck als höchstem Streckenpunkt eine Höhe von 140 m ü. NN und überwindet dabei von Münster aus einen Höhenunterschied von etwa 85 Metern.

## Bedienung

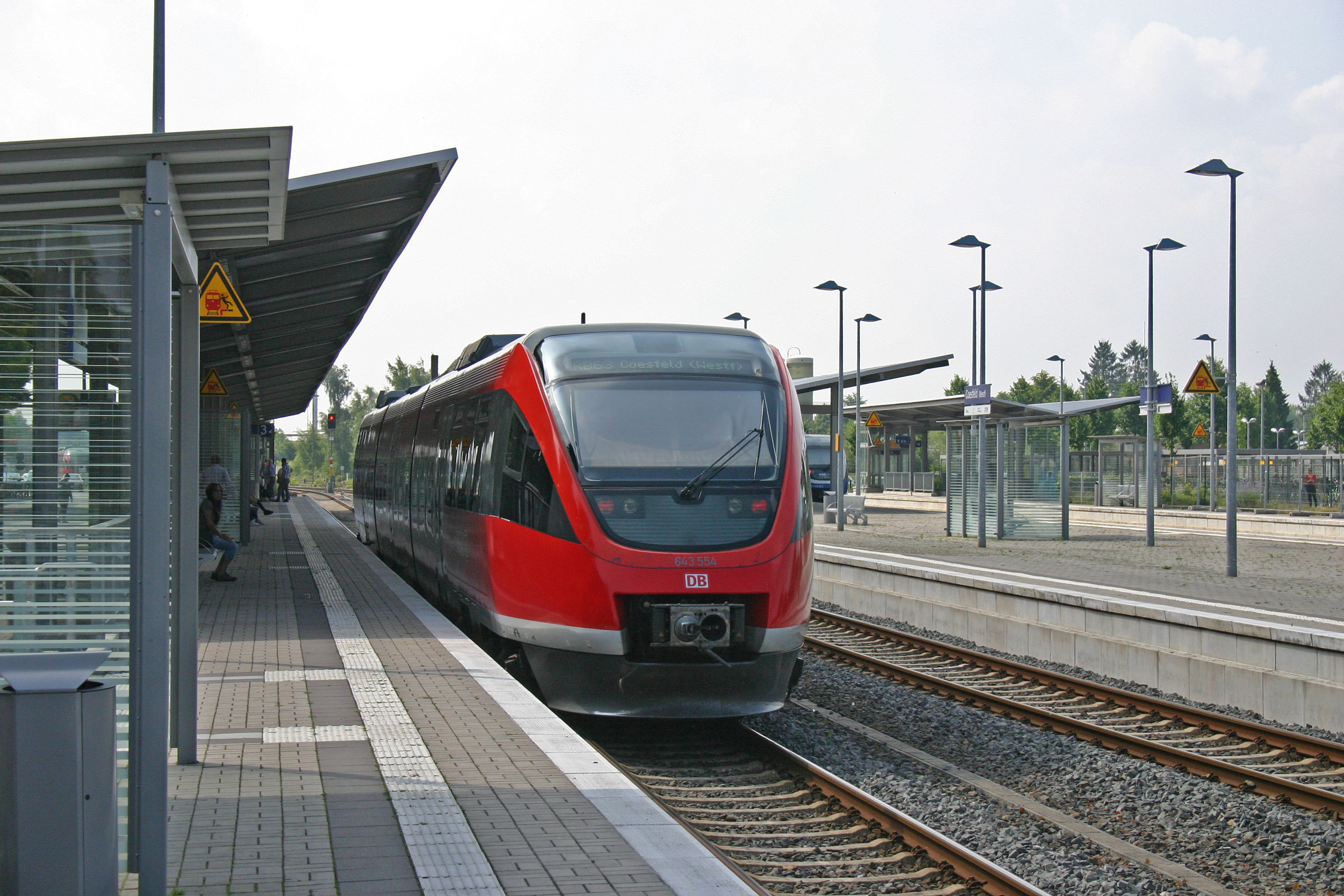
RB 63 nach Münster in Coesfeld

Heute verkehren auf der Strecke im Stundentakt Regionalbahnen der Linie RB 63 Baumberge-Bahn zwischen Münster und Coesfeld mit Zwischenhalten in Münster-Mecklenbeck, Münster-Roxel, Havixbeck, Billerbeck, Lutum und Coesfeld Schulzentrum. Die Zugkreuzungen finden zur üblichen Symmetrieminute in Havixbeck statt. Wegen der Eingleisigkeit sind die Ankünfte jeweils mehrere Minuten zeitversetzt. Zur morgendlichen und nachmittäglichen Hauptverkehrszeit gibt es Taktverdichtungen mit Kreuzung in Lutum, wobei jeweils der Verstärkerzug außerhalb des Stundentaktes dort keinen Verkehrshalt hat, da es nur einen Bahnsteig gibt.
Die Linie wurde im Rahmen des Dieselnetzes Westliches Münsterland unter Federführung des Zweckverbands Nahverkehr Westfalen-Lippe (NWL) ausgeschrieben. Auch nach dem 11. Dezember 2011 betreibt die DB Regio AG, Region NRW weiterhin diese Linie. Als Fahrzeuge kommen modernisierte Dieseltriebwagen des Typs Bombardier Talent zum Einsatz.
Montags bis freitags werden die Züge über Münster Hauptbahnhof hinaus bis zur Station Münster Zentrum Nord verlängert. Die Verstärkerzüge enden im Hauptbahnhof.
Auf dem Abschnitt Bocholt Industriepark–Bocholt verkehrt ab 2025 zudem Güterverkehr. Wöchentlich sollen für ein Logistikunternehmen zunächst im Probebetrieb zwei Ganzzüge rollen. Zudem nutzt DB InfraGo den Streckenabschnitt zur Abstellung von Bauzügen und Materiallagerung für den Ausbau der Strecke Emmerich–Oberhausen ab 2025.
Die Strecke ist Bestandteil der Betriebsbezirke Coesfeld und Münster der DB InfraGO.

## Zukunft
Der Zweckverband Nahverkehr Westfalen-Lippe (NWL) hat die Infrastrukturertüchtigung für einen Halbstundentakt zwischen Münster und Coesfeld, sowie die Reaktivierung der Strecke Coesfeld–Borken–Bocholt für die Neuaufstellung des ÖPNV-Bedarfsplans 2017 des Landes Nordrhein-Westfalen angemeldet.
Im November 2019 hat der NWL eine Angebotskonzeption für eine S-Bahn Münsterland vorgestellt. Für die Strecke Münster – Coesfeld ist eine halbstündliche S-Bahn mit zusätzlichen Halten in Münster-Preußenstadion und Münster-Geist gegenüber der heutigen Regionalbahn-Linie angedacht. Die durchgehende Bedienung bis Münster Zentrum Nord soll aufgegeben werden. Zusätzlich würde die Strecke durch eine weitere RE-Linie bedient, die unterwegs nur in Billerbeck hält. Diese soll zudem ab Coesfeld weiter über Dorsten nach Essen verkehren. Infrastrukturell sind für die RE-Trasse drei weitere Begegnungsabschnitte sowie ein Ausbau der Weichenverbindungen und der Sicherungstechnik in Coesfeld notwendig. Für die halbstündliche S-Bahn ist eine weitere Bahnsteigkante in Lutum und ein Bahnsteig am Stumpfgleis 61 in Münster Hauptbahnhof notwendig.
Im Januar 2020 hat der NWL die Ergebnisse einer Machbarkeitsstudie veröffentlicht, die in verschiedenen Planfällen die Wiedereinrichtung eines Schienenpersonennahverkehrs (SPNV) in der Achse Bocholt – Borken – Münster hinsichtlich ihres volkswirtschaftlichen Nutzen betrachtet. Dabei wurden verschiedene Realisierungsvarianten untersucht. Darunter der weitgehend historische Verlauf über Gescher und Coesfeld und Neubauvarianten von Borken nach Dülmen oder Maria Veen und ab dort über bestehende Bahnstrecken nach Münster. Ebenso wurden Realisierungen nur in den Teilabschnitten von Bocholt nach Rhede bzw. Borken betrachtet. Mit der Studie wurde ermittelt, dass alle Varianten keinen ausreichenden volkswirtschaftlichen Nutzen erreichen, um sie mit öffentlichen Mitteln fördern zu können. Mit einem Nutzen-Kosten-Faktor von 0,94 hat der Planfall einer Verlängerung der im Ausbau befindlichen Linie RE 19 aus Richtung Düsseldorf über Bocholt hinaus nach Rhede fast den notwendigen Wert von 1 erreicht. Einen fast genauso hohen Kosten-Nutzen-Faktor von 0,93 erreichte ein Planfall, der zusätzlich zur Verlängerung der Linie RE 19 nach Rhede stündlich die Verlängerung der Linie RB 63 aus Richtung Münster über Coesfeld hinaus weitgehend über die historische Trasse nach Bocholt sowie eine Verlängerung der Linie RE 14 aus Richtung Essen über Borken hinaus nach Bocholt vorsieht. Trotz hoher Nachfragewerte von bis zu 6800 Fahrgästen pro Tag ist durch die hohen Investitionskosten von über 440 Millionen Euro kein volkswirtschaftlicher Nutzen gegeben. Diese Kosten resultieren aus der Annahme, dass der historische Trassenverlauf rechtlich nicht mehr als Bahnstrecke gewidmet ist. Dadurch müssen nach dem Eisenbahnkreuzungsgesetz Kreuzungen mit dem Straßenverkehr kreuzungsfrei durch Über- oder Unterführungen erfolgen.
Da die Ergebnisse der Studie knapp ausgefallen sind und in Vorstudien mit höhengleichen Kreuzungen volkswirtschaftlich sinnvolle Konzepte erzielt werden konnten, hat der NWL eine Untersuchung durchführen lassen, ob der Bau einzelner kostengünstiger beschrankter Bahnübergänge mit Hilfe einer Ausnahmegenehmigung des Bundesverkehrsministeriums möglich ist. Dies wurde als sehr unwahrscheinlich beurteilt, so dass wegen der hohen Kosten der neu zu bauenden Unterführungen eine Reaktivierung praktisch ausgeschlossen ist.
Mitte 2022 zogen die Städte Bocholt und Rhede ihre zuvor beim Eisenbahnbundesamt gestellten Entwidmungsanträge zurück. Da sich die Bewertungskriterien hinsichtlich einer Reaktivierung nun deutlich geändert haben, wird nun eine neue Machbarkeitsstudie erstellt, die den Nutzen-Kosten-Wert nun nochmal genau untersuchen soll.
Aus einer Meldung des Kreisverbandes Borken der Partei Bündnis 90/Die Grünen aus März 2023 geht hervor, dass die Planungen um die Reaktivierung der Bahnstrecke Bocholt – Borken – Coesfeld sowohl von dem ZVM als auch dem NWL wieder aufgenommen wurden und für 2040 in der Zielnetzplanung aufgenommen wurden. Des Weiteren schreibt die NWL in einem Bericht über verschiedene Machbarkeitsstudien, dass die bisherige Studie aus 2020 überarbeitet wird, da die erforderlichen Kriterien geändert worden sind. Die Ausschreibungen für eine neue Prüfung sind im Gange und die Ergebnisse dessen werden bis 2024 erwartet.
Im Dezember 2024 stellte der NWL die Ergebnisse dieser Studie vor. Diese Studie hat vier der Planfälle aus der Studie von 2020 überarbeitet und aktualisiert sowie zwei neue Planfälle vorgestellt. Bei den wiederaufbereiteten Planfällen wurde dabei eine Kostensteigerung von 30 % in der Infrastruktur angenommen. Fünf von sechs Planfällen erreichten dabei nicht den notwendigen Nutzen-Kosten-Indikator von 1. Die Verlängerung der Linie RE 19 aus Düsseldorf über Bocholt nach Rhede, welcher in der Studie von 2020 mit einem NKI von 0,94 am besten bewertet wurde, erreichte in der neuen Studie nur einen NKI von 0,5. Lediglich der Planfall einer Verlängerung der Linie RB 63 aus Münster über Coesfeld bis nach Borken hat mit einem Nutzen-Kosten-Indikator von 1,6 ein positives Ergebnis aufweisen können. Dabei würden die Kreuzungen mit dem Straßenverkehr innerstädtisch durch Trogbauten und in Landbereichen durch Erhöhungen des Bahndammes realisiert werden. Auch die neuen Bahnstationen in Gescher, Velen und Ramsdorf würden in Trogbauweise gebaut werden. Zusätzlich wird in diesem Planfall der Laufweg der Schnellbuslinie 75 von Bocholt über Borken und Coesfeld nach Münster abgewandelt und stattdessen ein Umstieg zu der Linie RB 63 in Borken und zum Regionalexpress 42 in Dülmen gewährleistet.
Aufgrund der angespannten Haushalts- und Finanzlage sieht der NWL allerdings eine Umsetzung in etwaiger Zeit unter deutlichem Vorbehalt, da selbst die Sicherstellung des Bestandsangebots eine große finanzielle Herausforderung darstellt.